# Anja Hilling
Pour les articles homonymes, voir Hilling.
Anja Hilling, née en 1975 à Lingen (Basse-Saxe), est une dramaturge allemande.

## Biographie
Après avoir achevé des études de sciences théâtrales et de germanistique à Munich et Berlin, Anja Hilling est diplômée du cursus "écritures scéniques" 2002-2006 de l'université des arts de Berlin.
Sa première pièce Étoiles a donné lieu de juin 2003 à septembre 2004 à plusieurs lectures scéniques aux journées Schiller de Mannheim, au théâtre Neumark de Zurich et dans le cadre du Festival International Nouvelle Dramaturgie (F.I.N.D.) à Moscou et à Saint-Pétersbourg.
Lors de l'été 2003 elle participe à la résidence internationale du Royal Court Theatre de Londres.
Sa pièce Mon cœur si jeune si fou est invitée aux journées théâtrales de Mulheim en 2005.
Protection est présentée en juin 2005 au cours de la longue nuit (de découverte) des auteurs lors des journées théâtrales du Théâtre Thalia de Hambourg.
Sens est une coproduction du Thalia Theater et de la Comédie de Saint-Étienne. Il s'agit d'un ensemble de cinq pièces courtes organisées autour des cinq sens. La pièce est invitée au marché aux pièces de Heidelberg en 2008 ainsi qu'au festival Premières - Jeunes metteurs en scène européens de Strasbourg. En Allemagne, la création est le fait de 5 jeunes metteurs en scène en formation à l'académie de théâtre de Hambourg.
Elle vit à Berlin.

## Œuvres

### Pièces de théâtre
- 2003 : Sterne (Étoiles), création : Bühnen der Stadt, Bielefeld, mise en scène de Daniela Kranz, janvier 2006
- 2004 : Mein junges idiotisches Herz (Mon cœur si jeune si fou), création : Theatherhaus, Iéna, mise en scène de Markus Heinzelmann, mars 2005
- 2005 : Monsun (Mousson), création : Schauspiel, Cologne, septembre 2005
- 2005 : Protection, création : Théâtre Maxime Gorki, Berlin, mise en scène Simone Eisenring, octobre 2006
- 2006 : Bulbus, création : Burgtheater, Vienne, mise en scène de Daniela Kranz, mars 2006
- 2006 : Engel (Ange), création : Kammerspiele, Munich, septembre 2006
- 2007 : Sinn (Sens), création : Comédie de Saint-Étienne, mise en scène de Jean-Claude Berutti et Yves Bombay, septembre 2007
- 2007 : Schwarzes Tier Traurigkeit (Tristesse animal noir), création : Niedersächsische Staatstheater, Hanovre, mise en scène d'Ingo Berk, octobre 2007
- 2008 : Nostalgie 2175, création : Thalia Theater, Hambourg, mise en scène de Rafael Sanchez, avril 2008
- 2009 : Radio Rhapsodie, création : Thalia Theater, Hambourg, mise en scène d'Andreas Kriegenburg, mai 2009
- 2011 : Der Garten (Le Jardin), création : Schauspielhaus, Vienne, 2011
- 2012 : Sinfonie des sonnigen Tages (non traduit), création: Schauspielhaus, Vienne, 2014
- 2013 : Was innen geht (non traduit), création: Theater Praesent, Innsbruck, 2016

### Traductions françaises
- Sens, traduit par Silvia Berutti-Ronelt, Éditions Lansman, Bruxelles, 2007
- Bulbus, traduit par Henri Christophe, Éditions Théâtrales, Paris, 2008
- Tristesse animal noir, traduit par Silvia Berutti-Ronelt, Presses universitaires du Mirail, Toulouse, 2009 (édition bilingue)
- Anges, traduit par Jörn Cambreleng, Éditions Théâtrales, Paris, 2009
- Mousson/Tristesse animal noir, traduit par Henri Christophe/Silvia Berutti-Ronelt, Éditions Théâtrales, Paris, 2011
- Nostalgie/Avel, traduit par Silvia Buretti-Ronelt/Jean Claude Berutti, Éditions Théâtrales, Paris, 2020

## Prix et distinctions
- 2003 : prix du meilleur espoir d'écriture dramatique décerné par la Dresdner Bank lors des rencontres théâtrales de Berlin pour Étoiles
- 2005 : élue jeune dramaturge de l'année lors de l'enquête menée auprès des critiques par la revue Theater Heute pour Mon cœur si jeune si fou